# Орловский заказник
Орловский заказник — государственный природный заказник федерального подчинения в Мазановском районе Амурской области.

## История
Заказник был основан 2 октября 1999 года.

## Расположение
Правобережье реки Орловка (Мамын) на участке от реки Ушмын до реки Быки.

## Климат
Климат континентальный с муссонными чертами. В январе средняя температура — − 32,3 °С, в июле — 21,1 °С. Среднегодовое количество осадков составляет около 470 мм.

## Описание
Целями создания заказника являются сохранение, восстановление, воспроизводство и рациональное использование ценных в хозяйственном, научном и культурном отношении охотничьих животных, а также редких и находящихся под угрозой исчезновения видов животных, охраняемых в рамках международных соглашений, сохранение среды их обитания, путей миграций, мест гнездований и зимовки, а также поддержание общего экологического баланса.
Заказник создан как территория, обладающая уникальными условиями для обитания копытных животных с одной из наиболее высоких плотностей населения копытных животных.
Основные объекты охраны: лось, изюбр, косуля, кабан, медведь, соболь, норка, рысь, выдра, дальневосточный белый аист, черный журавль, мандаринка, орлан-белохвост, скопа, большой подорлик.
Также объектом охраны является вся территория заказника как среда обитания уникального фаунистического сообщества.